# Jean-Pierre Mouchard
 (mai 2016).
Si vous disposez d'ouvrages ou d'articles de référence ou si vous connaissez des sites web de qualité traitant du thème abordé ici, merci de compléter l'article en donnant les références utiles à sa vérifiabilité et en les liant à la section « Notes et références ».
Pour l’article homonyme, voir Mouchard.
Jean-Pierre Mouchard, né le 29 janvier 1929 à Phnom-Penh (protectorat français du Cambodge), est un éditeur et un homme d'affaires (puis gestionnaire de fortune) français.

## Biographie

### Éditeur
Éditeur de beaux livres, Jean-Pierre Mouchard était directeur et propriétaire des éditions Les Arts lithographiques (sises à La Seyne-sur-Mer dans le Var)  et des éditions François Beauval, mises en faillite en 1992,  et également actionnaire d'une imprimerie au Portugal.

### Liens avec Jean-Marie Le Pen
Dans l'édition de livres par correspondance, il se rapproche de Jean-Marie Le Pen,. Ils font de la voile ensemble et s'associent dans la création de plusieurs maisons d'édition basées à Genève (Crémille & Famot et Ferni).
En 1991, Jean-Pierre Mouchard devient trésorier de deux associations de collecte de fonds (Cotelec et Cotelec-JM Le Pen) du Front national, sous le nom de François Beauval. 

### L'affaire de l'« aquazole »
En 1992, il fait son entrée dans le secteur du pétrole et des carburants en prenant des participations et en devenant le directeur d'Ecotec, une société dont l'objet est, en principe, « l'achat de tous immeubles et droits immobiliers en vue de la location ou de la revente à des tiers » et qui a été créée par Jean Garnier, un promoteur immobilier d'origine belge. Cette société a aussi comme associé Charles Miriel, un ancien mercenaire et barbouze franco-chilien qui affirme avoir mis au point « par hasard, en jouant avec différents ingrédients chimiques » un procédé permettant de diluer le gazole avec de l'eau, et qui a déposé le brevet du « gazole allégé » qu'il a apporté à la société.
Le beau-frère de Jean-Pierre Mouchard, Éric Vandesher, qui se trouve être directeur des filiales grands produits chez Elf-Aquitaine l'aide à vendre le brevet au groupe pétrolier au cours d'un déjeuner au restaurant le Jockey's à Madrid. Des fonds importants circulent entre les sociétés d'édition, Ecotec et des sociétés panaméennes.
Par la suite, en 1999, Charles Miriel, l'auteur du brevet, portera plainte contre Jean Garnier et Jean-Pierre Mouchard pour avoir vendu à son insu le brevet, après l'avoir évincé de la société Socotec qui avait été créée pour en faire l'exploitation.

### Famille et vie privée
La famille Mouchard est une famille de colons français d'Indochine de tendance « réactionnaire et maréchaliste ».
Jean-Pierre Mouchard est le père du journaliste Laurent Joffrin.
Il possédait un yacht et le château de Moncé à Limeray, près d'Amboise qu'il a vendu il y a quelques années[Quand ?].[réf. nécessaire]

## Publication
- Souvenirs d'un petit colonial, Vendôme, Éditions du Passé composé, 2013  (ISBN 978-2-35468-023-7)